# Vårtormar
Vårtormar (Acrochordidae) är en familj i kräldjursunderordningen ormar som består av ett enda släkte, Acrochordus, med tre arter. 
Dessa är Arafuravårtorm (Acrochordus arafurae), liten vårtorm (Acrochordus granulatus) och Javavårtorm (Acrochordus javanicus).

## Kännetecken
Ett särskilt kännetecken för vårtormarna är skinnets utseende. Detta är pösigt och ser ut att vara flera storlekar för stort för ormen. De saknar större fjäll på kroppen som andra ormar har. Fjällen är istället mer som vårtor och det är från detta familjen har fått sitt namn.
Liten vårtorm blir vanligen 0,8 till 1,0 meter lång och Javavårtorm kan nå en längd av 1,9 till 2,7 meter.

## Utbredning
Vårtormar förekommer från södra Indien över Sydostasien till Nya Guinea och till norra Australien. De lever i varma, grunda tropiska vatten, i sötvattensmiljöer som sjöar, träsk, dammar och flodsystem, eller i brackvattenmiljöer, som flodmynningar. Den mindre vårtormen har även hittats i saltvatten.

## Levnadssätt
Vårtormar är anpassade till ett liv i vattnet och är i hög utsträckning vattenlevande. De kan ofta tillbringa långa perioder under vattnet och hålla andan i flera timmar. Djuren äter och jagar på natten, och under dagen gömmer de sig i växtligheten eller bland stenar. De är snabba i vatten men mycket klumpiga på land. De jagar genom att lägga sig i bakhåll för sina byten, som främst består av fiskar. Genom sitt speciella skinn kan de lättare hålla kvar bytet.
Honor föder 4 till 40 levande ungar (vivipari eller ovovivipari) per kull och födelsen sker i vattnet. Några honor av Arafuravårtorm behöver inte para sig för att föda ungar (partenogenes).

## Hot
Vårtormar blir alltmer ovanliga, främst på grund av att deras skinn bland annat används till att göra handväskor. Försök att hålla dem i fångenskap har gjorts, men utan större framgång.